# Кнопка вниз снизу
Кнопка вниз снизу (◌̞) — диакритический знак, используемый в МФА.

## Использование
Впервые был введён в МФА для обозначения большей открытости гласного в 1900 году, при этом всегда ставился после буквы. В 1927 году для большей открытости было введено альтернативное обозначение — ◌᪷. В 1932 году значение знака ◌̞ было описано как «язык слегка опущен», в 1947 году описание было изменено на «язык опущен». В 1989 году альтернативное обозначение открытости ◌᪷ было исключено, а знак ◌̞ стал обозначать не только открытые гласные, но и согласные-аппроксиманты.